# てぬキッチン
てぬキッチンは、日本の手抜き料理研究家、YouTuber。
2017年より、「材料を混ぜて電子レンジで加熱するだけ」「牛乳パックそのままで作る」「ポリ袋で作る」といった使用する食材が少なく、簡単に調理できて、なおかつ美味いレシピをコンセプトにYouTubeへ投稿を始める。これが話題となり、チャンネル登録者数は2020年時点で26万人、2021年11月時点では74万人を超える。
その後、YouTubeのみならず、雑誌やWebなどでレシピの開発、メニューの考案やレシピ記事執筆、レシピ動画作成を活動する。
2020年にはワニブックスから初の書籍となる『材料2つから作れる！ 魔法のてぬきおやつ』を上梓。この書籍は2020年第7回料理レシピ本大賞お菓子部門において、大賞を受賞している。 2021年に出版された続刊もまた料理レシピ本大賞お菓子部門大賞を受賞したことで、フーディストアワード2021では特別賞を受賞する。
2022年8月にカルテットコミュニケーションズから発表された人気料理YouTuberランキングでは4位となっている。